# معضوضة فلفيتشية
معضوضة فلفيتشية (الاسم العلمي:Momordica welwitschii) هي نوع من النباتات تتبع جنس المعضوضة من الفصيلة القرعية.